# 弗拉维尼亚克
弗拉维尼亚克（法語：Flavignac，法語發音：[flaviɲak]）是法国新阿基坦大区上维埃纳省的一个市镇，属于利摩日区。

## 地理
弗拉维尼亚克（45°42'16"N, 1°5'32"E）面积30.79 平方千米，位于法国新阿基坦大区上维埃纳省，该省份为法国中西部省份，北起顺时针与安德尔省、克勒兹省、科雷兹省、多爾多涅省、夏朗德省和维埃纳省接壤。
与弗拉维尼亚克接壤的市镇（或旧市镇、城区）包括：塞雷亚克、莱卡尔、拉维尼亚克、梅亚克、内克松、帕雅斯、里亚克拉斯图尔、旧圣马丹。

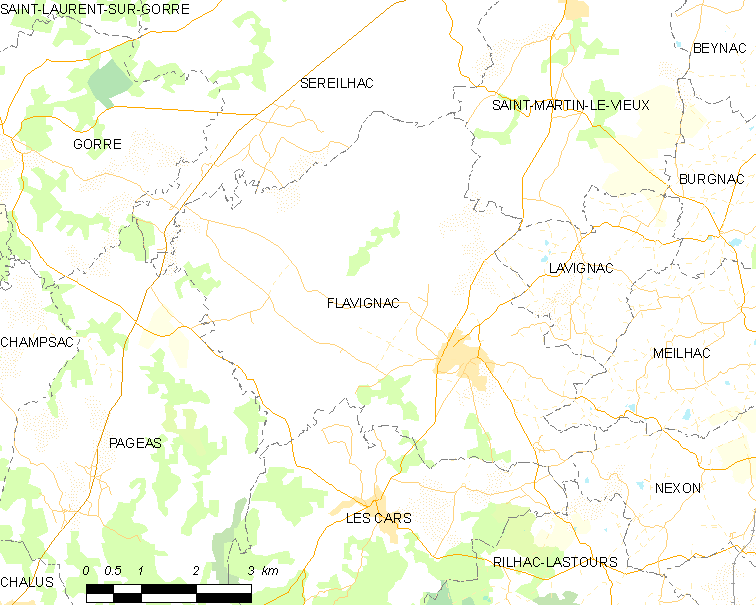
弗拉维尼亚克的OSM定位图

弗拉维尼亚克的时区为UTC+01:00、UTC+02:00（夏令时）。

## 行政
弗拉维尼亚克的邮政编码为87230，INSEE市镇编码为87066。

## 政治
弗拉维尼亚克所属的省级选区为圣伊里耶拉佩尔什县。

## 人口

1962-2008年间弗拉维尼亚克人口变化图示

弗拉维尼亚克于2022年1月1日时的人口数量为1060人。